# Cultural Studies (journal)
 (janvier 2017).
Si vous disposez d'ouvrages ou d'articles de référence ou si vous connaissez des sites web de qualité traitant du thème abordé ici, merci de compléter l'article en donnant les références utiles à sa vérifiabilité et en les liant à la section « Notes et références ».

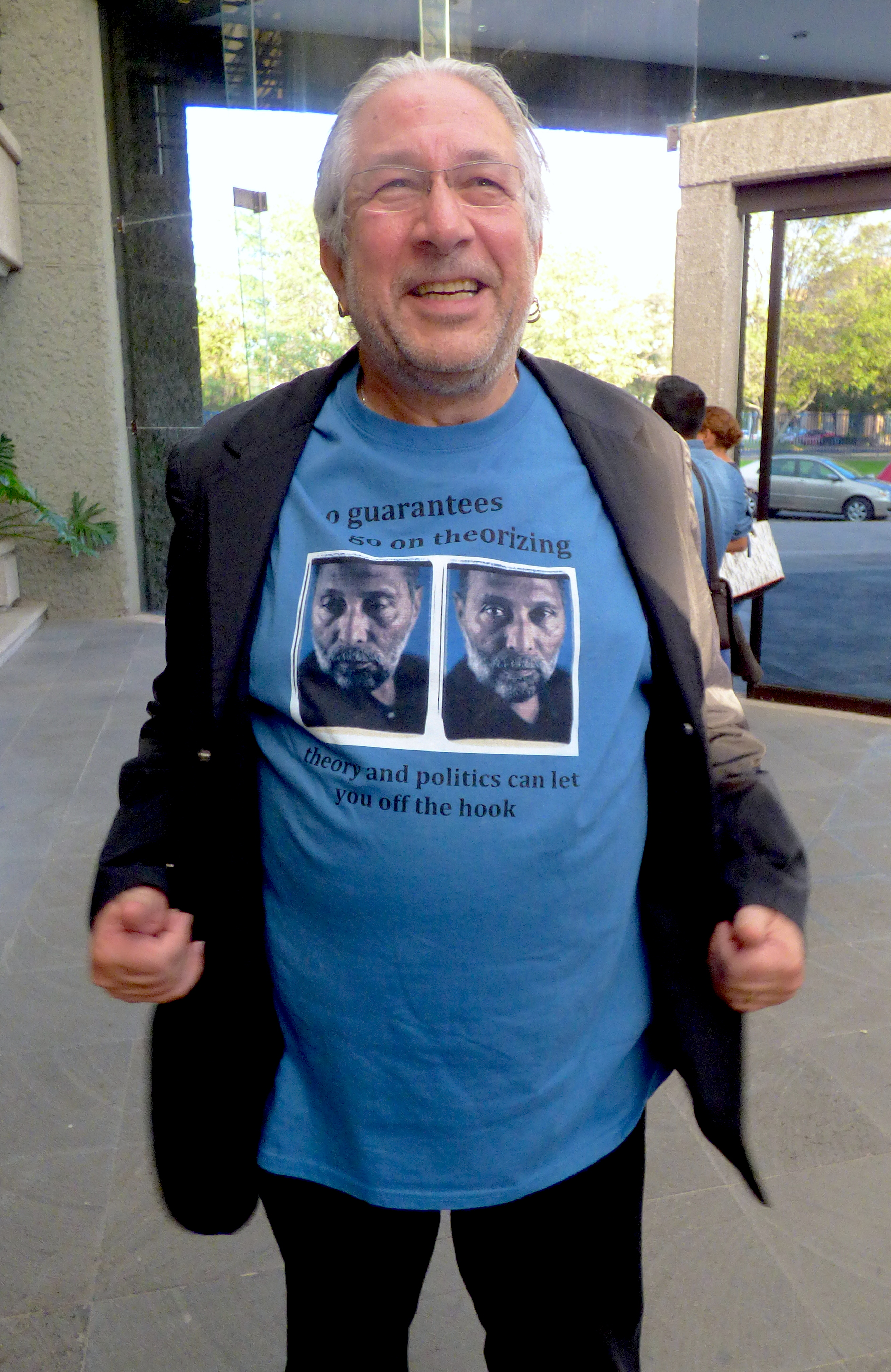
Lawrence Grossberg, rédacteur en chef du journal Cultural Studies.

Cultural Studies est une revue universitaire bimestrielle, à comité de lecture, qui a pour objet d'étude la relation entre les pratiques culturelles, la vie quotidienne et les contextes matériels, économiques, politiques, géographiques, historiques. Le rédacteur en chef est Lawrence Grossberg (Université de Caroline du Nord). Cette revue a été créée en 1987 et est publiée par Routledge. 